# Storbritanniens Grand Prix 1996
Storbritanniens Grand Prix 1996 var det tionde av 16 lopp ingående i formel 1-VM 1996.

## Resultat
1. Jacques Villeneuve, Williams-Renault, 10 poäng
2. Gerhard Berger, Benetton-Renault, 6
3. Mika Häkkinen, McLaren-Mercedes, 4
4. Rubens Barrichello, Jordan-Peugeot, 3
5. David Coulthard, McLaren-Mercedes, 2
6. Martin Brundle, Jordan-Peugeot, 1
7. Mika Salo, Tyrrell-Yamaha
8. Heinz-Harald Frentzen, Sauber-Ford
9. Johnny Herbert, Sauber-Ford
10. Jos Verstappen, Footwork-Hart
11. Giancarlo Fisichella, Minardi-Ford

### Förare som bröt loppet
- Jean Alesi, Benetton-Renault (varv 44, bromsar)
- Olivier Panis, Ligier-Mugen Honda (40, hantering)
- Pedro Diniz, Ligier-Mugen Honda (38, motor)
- Damon Hill, Williams-Renault (26, hjul)
- Pedro Lamy, Minardi-Ford (21, växellåda)
- Ricardo Rosset, Footwork-Hart (13, elsystem)
- Ukyo Katayama, Tyrrell-Yamaha (12, motor)
- Eddie Irvine, Ferrari (5, differential)
- Michael Schumacher, Ferrari (3, hydraulik)

### Förare som ej kvalificerade sig
- Andrea Montermini, Forti-Ford
- Luca Badoer, Forti-Ford

## VM-ställning
| Förarmästerskapet 1. Damon Hill, Williams-Renault, 63 2. Jacques Villeneuve, Williams-Renault, 48 3. Michael Schumacher, Ferrari, 26 | Konstruktörsmästerskapet 1. Williams-Renault, 111 2. Benetton-Renault, 41 3. Ferrari, 35 |